# Linnea Huhta

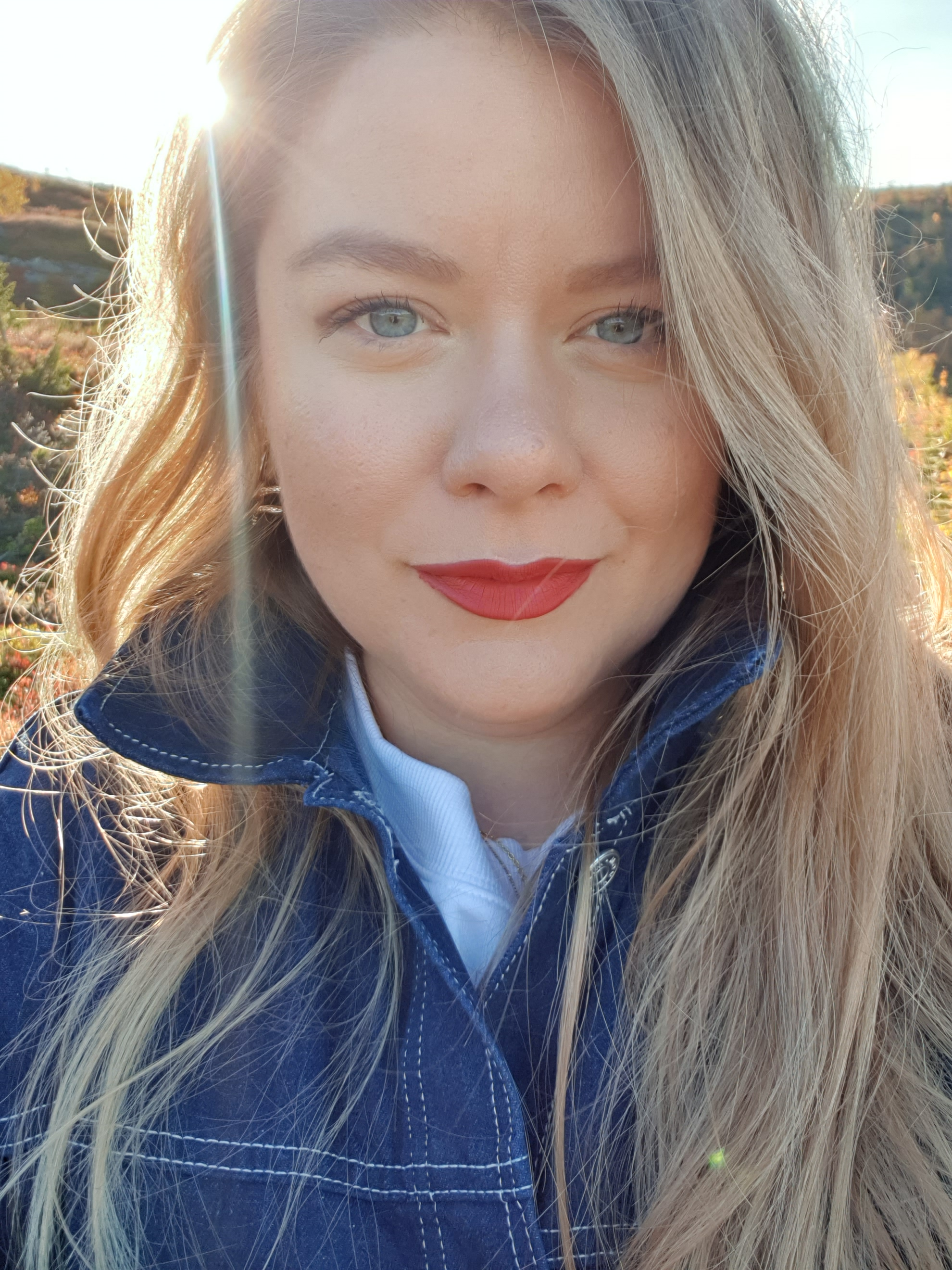
Linnea Huhta (2020)

Linnea Felicia Huhta, född 3 mars 1990 i Övertorneå församling, är en svensk författare, producent, jurist, programledare och radiopratare.

## Biografi
Huhta är uppvuxen i Övertorneå kommun och debuterade som barnboksförfattare år 2019 och producent år 2020. År 2025 är Huhta aktuell som programledare av dokumentärfilmen Mygghelvetet, en produktion av SVT.  Hon är initiativtagare till att översätta Kalle Anka till meänkieli och Antti Ankka utgavs 11 juni 2025 av Egmont Storyhouse.
Åren 2019-2020 släpptes fyra böcker ut i barnboksserien Ahai keksii/ Ahai hittar på. År 2020 gav de ut den fjärde boken i serien, Ahai keksii – Koti-ikävä/ Ahai hittar på – Hemlängtan. Böckerna är på svenska och meänkieli. Huhta har producerat kortfilmen Mummun leipä med manus och i regi av Vonnie Larsson; den hade premiär Övertorneå 2022. År 2023 gav förlaget Barents Publisher ut Linnea Huhtas lyrikdebut, diktsamlingen Mie olen täälä - Jag är här. Linnea Huhta har initierat, och producerat dokumentärserien Alias Tornedalen i regi av Vonnie Larsson.
Huhta har sedan 2016 medverkat i Sveriges Radio P4 Norrbotten, Meän raatio, Gränslöst samt Sveriges Radio Finska som gäst och programledare eller främst som side-kick i radioprogrammet Finnmix. År 2020 var hon programledare för podcasten Hunteerinkia meänkielelä i Utbildningsradion, 2021 för Utbildningsradions  podcast Kahenkymmenen nurkila. Samma år deltog hon i Utbildningsradions program Min berättelse på meänkieli baserat på konceptet fabula storytelling.
År 2021 gjordes Huhtas och Filipssons barnböcker till barnprogram på Sveriges Radio inom ramen för Meän raatios programserie Meän Kläpit. Böckerna ingår i utbudet e-böcker som Kungliga biblioteket tillgängliggjort i Bläddra-appen där boken Ahai keksii Lentsu (Ahai hittar på, förkylning) var en av de mest lånade år 2022. Huhta har också skrivit två svenska texter i antologin Kuule äänet väylänvarren/Röster vid gränsälven, utgiven 2020 på initiativ  av Föreningen Norden.. Huhta var en av sex Norrbottensförfattare som av Resurscentrum för litteratur fick i uppdrag att beskriva tiden under coronapandemin; hennes bidrag om författare i karantän, Hjärter, Corona, finns på bibblo.se.
År 2018 tilldelades Huhta naturastipendium av Norrländska författarsällskapet/Författarcentrum norr och år 2017 var hon Norrbottensfinalist i en poetry slam arrangerad av föreningen Ordanvind.

## Utmärkelser
2020 - Britta och Allan Lehtos stipendiefond för barnböcker på meänkieli
2023 - Övertorneå kommuns Kulturpris
2024 - Rittners stipendiefond